# ヒスパニダード
ヒスパニダード（またはイスパニダード、スペイン語：Hispanidad [is.pa.niˈðað]）は、スペイン語を共有し、スペイン関連の文化を示す人々、国、コミュニティのグループを大まかにほのめかしている、いくつかの意味を持つ表現。この用語は近世にまでさかのぼるが、1909年にスペインの哲学者ミゲル・デ・ウナムーノによって再定義された。「ヒスパニダード」という用語は、スペイン帝国の国々の多民族コミュニティに関する用語。

## 語源
語彙的には、「hispanidad」という言葉は、ローマ人がイベリア半島に付けた名前であるHispaniaに由来する。